# 백학서당
백학서당은 대한민국 경상북도 의성군 비안면 이두리 187에 있다. 2015년 6월 19일 의성군의 문화유산 제33호로 지정되었다.

## 개요
박수교(朴壽喬), 박도전(朴道傳), 김규석(金圭錫)을 중심으로 관내 8개 문중(경주 김씨, 밀양 박씨, 선산 김씨, 순천 장씨, 초계 변씨, 양성 이씨, 안동 김씨, 남양 홍씨)에서 후학 양성을 위해 세운 것이다. 서당은 학산(백학산) 아래 성동(비안면 외곡리 성곡) 마을 앞에 1693년(백학서당 상량문에 따르면 '숭정기원후 재계유 삼월 이십일(崇禎紀元後 再癸酉 三月 二十日)'에 건립된 것으로 보인다.